# فرديناند جورج فروبنيوس
ولد فرديناند جورج فروبنيوس في السادس والعشرين من أكتوبر عام 1849، وتوفي في الثالث من غشت/أغسطس عام 1917. هو عالم رياضيات ألماني اشتهر بمساهماته في نظرية المعادلات التفاضلية ونظرية الزمر. وهو أيضا من أعطى أول برهان كامل على مبرهنة كايلي-هاميلتون.

## وصلات خارجية
- فرديناند جورج فروبنيوس على موقع الموسوعة البريطانية (الإنجليزية)